# 活き造り

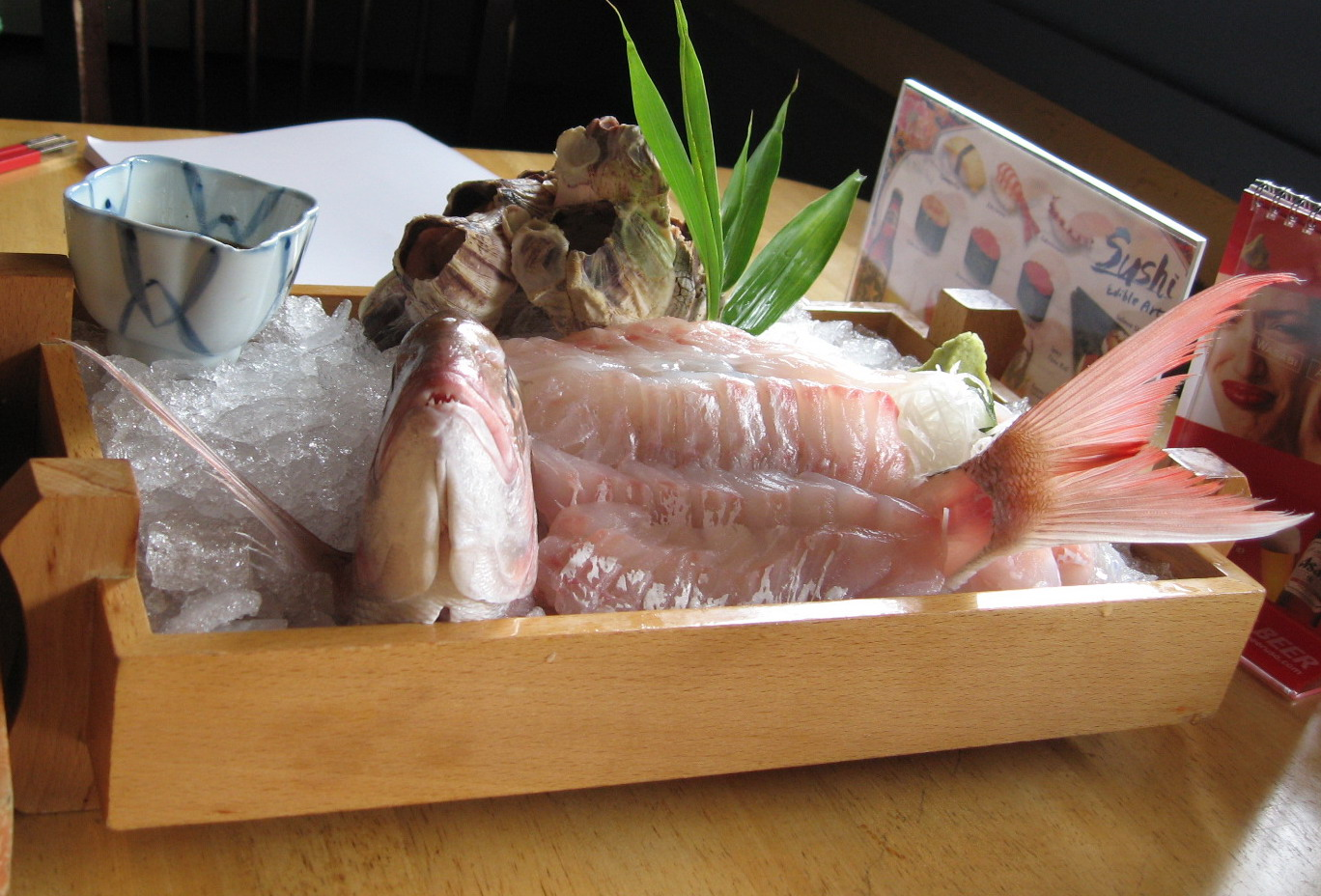
活き造り

活き造り（いきづくり）とは、魚やエビを生かしたままで捌き刺身に作ったもの。また単に新鮮な刺身のこともよぶ。

## 表記と読み
かつては「生作」「生造」「活作」「活造」いずれの漢字の組み合わせもあったので、今でも生き作り、生き造りなどとも書かれるが、古くは読みは「いけづくり」であり「いきづくり」ではなかった。現在では「いけづくり」「いきづくり」どちらも使われ、活き造りとも活け造り（いけづくり）ともいう。

## 調理法（魚の場合）

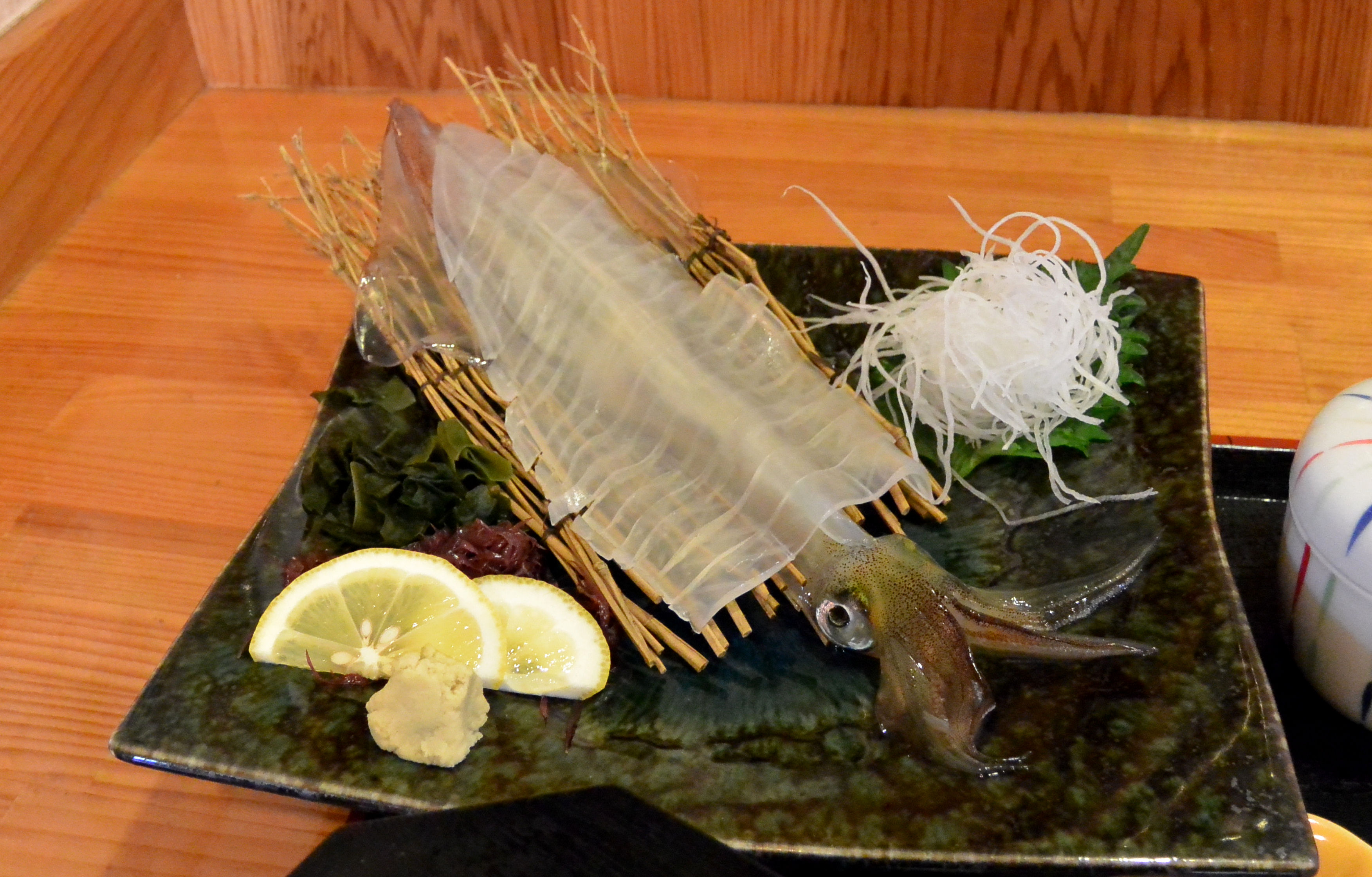
イカの活き造り。注文を受けると生簀から掬って調理される、身は透明。

まず客が食べたいものを注文したのち、生簀から釣り上げる。活け締めはやらずに、手早くおろす。暴れるとうま味成分が減るため、包丁の背で魚の頭を叩き、失神状態にしたのち、目を布巾などで覆って暴れないようにする。うろこはとらない。そうしたのち、内臓を傷つけないように気をつけながら包丁を入れる。
一口大に切ってから、レモンやショウガ、海苔などの海草を添えて完成となる。

## 文化と動物福祉
地域や民族の文化的な観点から見た場合、この料理法に対する社会規範は様々である。
一例として、古くからこの調理法が行われている日本では、社会的に虐待性を認識されることはほとんど無い。
一方、ユダヤ教やイスラム教では生きたままの動物を食べることは禁忌とされる。日本も批准しているWOAH（世界動物保健機関）の水生動物衛生規約の動物福祉基準は、魚の利用には、動物福祉を可能な限り最大限に確保するという倫理的責任が伴うと記載しており、人道的な殺し方を求めている。動物福祉の観点から、オーストラリアでは食材を生きたまま料理する様子を公衆に見せることは処罰の対象となっている。ニューヨーク州議会では、「魚がまだ生きている間に魚介類を刺身として調理する活き造り」の慣行を禁止する法案が提出されている。とくに欧州圏では「猟奇的」とも取れる調理法からゲテモノ料理として認知されている。